# Сєверні Полянки
Сє́верні Поля́нки (рос. Северные Полянки) — селище у складі Лузького району Кіровської області, Росія. Входить до складу Лальського міського поселення.
Населення становить 188 осіб (2010, 214 у 2002).
Національний склад станом на 2002 рік — росіяни 99 %.